# Du côté de chez Swann
Du côté de chez Swann é o primeiro volume do romance de Marcel Proust, Em Busca do Tempo Perdido. Compõe-se de três partes, cujos títulos são: 
- Combray
- Um amor de Swann
- Nome de terras: o nome.[1]

## Publicação
Proust começa a redigir « Combray » ininterruptamente na virada de maio para junho de 1909. Uma pré-publicação de fragmentos de « Combray » apareceu em Le Figaro entre março de 1912 e março de 1913. O primeiro volume de Em Busca do Tempo Perdido foi recusado por diversas editoras, entre elas a Gallimard, tendo sido publicado pela Grasset por conta do autor em 14 de novembro de 1913.

## Resumo
Combray (nome literário dado por Proust à sua aldeia de infância, Illiers, rebatizada após sua morte como Illiers-Combray) é conjunto de reminiscências que abre Em Busca do Tempo Perdido. O narrador, adulto, sonha com os diferentes quartos onde dormiu no decorrer de sua vida, em particular aquele de Combray, onde passava as férias quando criança. Aquele quarto encontrava-se na casa de sua tia-avó.
O narrador recorda como a hora de dormir era uma tortura para ele, significando que passaria uma noite inteira longe de sua mãe, o que o angustiava ao extremo. Durante muito tempo, este era o único episódio de que se lembrava das estadias na casa da tia-avó. Até que um dia a mãe oferece uma xícara de chá com madalenas, que ele de início recusa mas acaba aceitando. Foi assim que, anos após sua infância, o chá e a madalena nele mergulhada o fizeram recordar toda a parte de sua vida passada em Combray: 
… e toda a Combray e seus arredores, tudo isso que toma forma e solidez, saiu, cidade e jardins, de minha taça de chá.
Essa parte da vida do narrador não é marcada apenas pelo drama de ir dormir. Foi a época em que despertou para os sentidos (o cheiro dos pilriteiros, a vista da natureza ao redor de Combray, durante os passeios com a família), para a leitura (os romances de Bergotte, autor fictício que será também personagem do romance). O narrador passeia de uma parte à outra de Combray com a família: do lado de Méseglise, ou do lado de Guermantes se o tempo permite. Ele adora sua mãe e avó, mas mais globalmente sua família aparece como um casulo dentro do qual o narrador criança se sente feliz, protegido e mimado.
Um amor de Swann é um parêntese na vida do narrador. Relata a grande paixão sentida por Charles Swann (que encontramos na primeira parte como vizinho e amigo da família) por uma cortesã, Odette de Crécy. Nesta parte, vemos um Swann apaixonado mas torturado pelos ciúmes e desconfiança em relação a Odette. Os dois amantes vivem cada um em sua casa, e quando Swann está distante da amada, é assolado pela inquietude e se pergunta o que estará fazendo Odette, se não estaria em via de o trair. Odette frequenta o salão dos Verdurin, casal de ricos burgueses que recebem todas as noites um círculo de amigos para jantarem, conversarem e ouvirem música. Num primeiro momento, Swann junta-se a Odette nesse meio, mas certa noite comete o erro de desagradar a Verdurin e se afasta dos saraus organizados em sua casa. Agora tem cada vez menos oportunidades de ver Odette e sofre terrivelmente, depois pouco a pouco se recupera de seu drama e se surpreende: 
E dizer que eu estraguei anos inteiros de minha vida, que desejei a morte, que tive o meu maior amor, por uma mulher que não me agradava, que não era o meu tipo!
 Este parêntese não é casual. Ele prepara a parte de “A Busca do Tempo Perdido” em que o herói conhecerá sofrimentos semelhantes aos de Swann.
“Nome de terras: o nome” começa por um devaneio sobre os quartos de Combray e aquele do grande hotel de Balbec (era assim que Proust chamava a aldeia de Cabourg). Adulto, o narrador compara, diferencia esses quartos. Recorda que, quando jovem, sonhava com os nomes de diferentes lugares, como Balbec, mas também Veneza, Parma ou Florença. Ele adoraria descobrir a realidade que se ocultava por trás desses nomes, mas o médico da família desaconselha qualquer projeto de viagem devido a uma febre contraída pelo jovem narrador. Ele deveria então permanecer em seu quarto parisiense (seus pais moravam perto da Champs-Élysées) e só podia fazer passeios em Paris com sua avó ou sozinho. Foi lá que travou conhecimento com Gilberte Swann, que já havia avistado em Combray. Tornou-se amigo dela e se apaixonou por ela. Sua grande ocupação a esta altura era brincar com ela e suas amigas num jardim próximo da Champs-Élysées. Ele observa os trajes de uma senhora elegante que não passa de Odette Swann, que se tornou esposa de Swann e mãe de Gilberte.